# شهرستان کراسنوسولینسکی
شهرستان کراسنوسولینسکی (به لاتین: Krasnosulinsky District) یک شهرستان در روسیه است که در استان روستوف واقع شده‌است.